# Fronte Patriottico Manuel Rodríguez
Il Fronte Patriottico Manuel Rodríguez (in spagnolo: Frente Patriótico Manuel Rodríguez), era un'organizzazione guerrigliera cilena rivoluzionaria e marxista-leninista fondata ufficialmente il 14 dicembre 1983 come braccio paramilitare del Partito Comunista del Cile (PCCh), creato con l'obiettivo di rovesciare la dittatura del generale Augusto Pinochet.
È stata descritta come organizzazione terroristica dal Dipartimento di Stato americano e dall'MI6 fino al 1999, anno in cui l'FPMR ha cessato la sua attività armata.
Si stima che l'FPMR fosse composta da un numero compreso tra 1.500 e 4.000 fra militanti e combattenti.

## Attività durante la dittatura militare (1983–1990)
Il 7 settembre 1986, l'FPMR attaccò in un attentato l'auto del presidente Augusto Pinochet. Cinque delle guardie del corpo del generale furono uccise e undici rimasero ferite. Pinochet invece fu solo lievemente ferito. Con lui c'era suo nipote di 10 anni che rimase illeso. Sempre nel 1986, le forze di sicurezza cilene catturarono un carico di contrabbando dell'FPMR con più di 80 tonnellate di armi a Carrizal Bajo, inclusi esplosivi al plastico C-4, lanciarazzi RPG-7 e M72 LAW e più di tremila fucili M-16.
Il fallimento del tentato assassinio di Pinochet portò a una crisi interna all'FPMR, portando a scissioni e alla completa autonomia del gruppo nei confronti del PCCh.
Il 13 aprile 1987, l'FPMR aggredì gli uffici dell'Associated Press (AP) e contemporaneamente otto stazioni radio a Santiago, uccidendo una guardia di sicurezza fuori servizio.
Nel periodo 1988-1994, l'FPMR condusse 15 attacchi contro le cappelle e i templi della Chiesa mormone.
Il 5 novembre 1990, i guerriglieri dell'FPMR fecero esplodere una bomba all'interno del ristorante "Max und Moritz" in una località balneare di Viña del Mar, ferendo tre marinai della portaerei statunitense USS Abraham Lincoln. Nell'attacco sono rimasti feriti anche tre turisti britannici e due cameriere.
Il 1º aprile 1991, il senatore Jaime Guzmán fu ucciso all'uscita della Pontificia Università Cattolica del Cile, dove era professore di diritto costituzionale. Portato in un vicino ospedale dal suo autista morì dopo 3 ore dopo a causa di diverse ferite da arma da fuoco. L'omicidio fu effettuato dai membri della FPMR Ricardo Palma Salamanca e Raúl Escobar Poblete. Tuttavia, si ritiene che l'operazione sia stata pianificata dai leader del movimento Galvarino Apablaza, Mauricio Hernández Norambuena e Juan Gutiérrez Fischmann, che stavano pianificando l'omicidio di Guzman fin dagli anni '80.
Nel 1993 si ritiene che i guerriglieri dell'FPMR attentarono a due ristoranti McDonald's e in un ristorante del Kentucky Fried Chicken.

## Attività durante la transizione democratica (1990-1999)
Dopo il ripristino del governo democratico in Cile nel 1990, i principali obiettivi dell'FPMR includevano cappelle e templi della Chiesa mormone, il rapimento di Cristian Edwards, figlio del proprietario del quotidiano più importante della nazione, El Mercurio, e aziende statunitensi in Cile come McDonald's e KFC.
Nel 2005 il membro della FPMR Patricio Ortiz ha ricevuto asilo politico in Svizzera. È stato condannato in Cile a dieci anni di prigione per l'assassinio di un agente di polizia nel 1991, all'inizio della transizione alla democrazia. Ortiz è scappato da una prigione cilena nel 1996 e ha raggiunto la Svizzera l'anno successivo. A seguito di una richiesta di estradizione da parte del Cile, è stato arrestato dalle autorità svizzere, che in seguito hanno rifiutato di estradarlo in quanto la sua integrità fisica non poteva essere assicurata (estradarlo avrebbe violato l'articolo 3 della Convenzione europea dei diritti dell'uomo). Le autorità svizzere lo hanno quindi liberato e gli hanno concesso asilo. Nel 2007 la presidente socialista Michelle Bachelet, lei stessa torturata dall'esercito, ha criticato l'asilo politico concesso a Ortiz con l'indignazione della sinistra cilena.

## Processi di estradizioni
Il 13 settembre 2011, il giudice Mario Carroza della Corte d'appello di Santiago, ha chiesto alla Corte suprema cilena l'estradizione dal Belgio dell'ex guerrigliero dell'FPMR Miguel Ángel Peña, accusato dell'omicidio del senatore dell'UDI Jaime Guzmán avvenuto il 1 aprile 1991.